# Гімн Австралії
Гімн Австра́лії — «Розвивайся, прекрасна Австраліє» (англ. Advance Australia Fair) — складено Пітером Доддсом Маккорміком 1878 року. 1984 року лейбористський уряд Боба Гока замінив ним God Save the Queen після того, як опитування австралійців показали, що «Advance Australia Fair» — найпопулярніший варіант нового гімну.

## Історія створення
Пісня Advance Australia Fair була вперше публічно виконана в Сіднеї 30 листопада 1878 року. Саме цією піснею хор у складі 10 000 людей привітав створення Австралійського Союзу 1 січня 1901 року. За тридцять років після першого виконання уряд преміював МакКорміка сотнею фунтів. Пісня широко використовувалася в офіційних заходах і в рекламі, не маючи ніякого офіційного статусу.
1973 році організовано перший національний конкурс на новий, «справжній» національний гімн. За підсумками цього конкурсу в трійці фіналістів опинилися Advance Australia Fair, Waltzing Matilda і Song of Australia. Наступного року державне бюро статистики провело опитування 60 000 людей, що вивело на перше місце саме Advance Australia Fair.
21 травня 1977 року держава провела національний плебісцит щодо вибору національного гімну — громадянам було запропоновано вибір із трьох вищезгаданих пісень і гімн Великої Британії God Save the Queen. Advance Australia Fair перемогла, взявши 43.6% голосів, на другому місці була Waltzing Matilda з 28.5%. 19 квітня 1984 року народний вибір затверджено офіційним рішенням уряду та генерал-губернатора.
У рік двохсотліття Австралії, а точніше опівночі 1 січня 1988 року, національний гімн «Вперед, прекрасна Австраліє» виконала Джулі Ентоні. Їй також випала честь знову виконати гімн своєї країни на церемонії відкриття XXVII Літніх Олімпійських ігор, що проходили в Сіднеї.

## Офіційний текст
Australians all let us rejoice,
For we are one and free;
We’ve golden soil and wealth for toil,
Our home is girt by sea;
Our land abounds in Nature’s gifts
Of beauty rich and rare;
In history’s page, let every stage
Advance Australia fair!
In joyful strains then let us sing,
«Advance Australia fair!»
Beneath our radiant southern Cross,
We’ll toil with hearts and hands;
To make this Commonwealth of ours
Renowned of all the lands;
For those who’ve come across the seas
We’ve boundless plains to share;
With courage let us all combine
To advance Australia fair.
In joyful strains then let us sing
«Advance Australia fair!»

## Переклад українською
Усі австралійці, радіймо,
Бо ми молоді та вільні;
Ми маємо золотий ґрунт і багатства за працю,
Наш будинок оперезаний по морю;
Наша земля багата на дари природи
Дуже красиві та рідкі;
На сторінці історії поетапно
Розвивайся, прекрасна Австраліє!
Коли серце кричить, співаймо
«Розвивайся, прекрасна Австраліє!»
Під нашим південним Хрестом, що сяє
Ми працюватимемо з серцями й руками;
Щоб зробити цю нашу Співдружність
Відомою для всіх земель;
Для тих, хто крізь море прийшов
До безкраїх рівнин дійшов;
З мужністю всіх сполучаймо
Для розвитку прекрасної Австралії!
Коли серце кричить, співаймо
«Розвивайся, прекрасна Австраліє!»

## Текст 1878 року
Australia's sons let us rejoice,
For we are young and free;
We’ve golden soil and wealth for toil,
Our home is girt by sea;
Our land abounds in Nature's gifts
Of beauty rich and rare;
In history's page, let every stage
Advance Australia fair!
In joyful strains then let us sing,
«Advance Australia fair!»
When gallant Cook from Albion sail'd,
To trace wide oceans o'er,
True British courage bore him on,
Till he landed on our shore.
Then here he raised Old England's flag,
The standard of the brave;
With all her faults we love her still,
«Britannia rules the wave!»
In joyful strains then let us sing
«Advance Australia fair!»
Beneath our radiant southern Cross,
We'll toil with hearts and hands;
To make this youthful Commonwealth
Renowned of all the lands;
For loyal sons beyond the seas
We've boundless plains to share;
With courage let us all combine
To advance Australia fair.
In joyful strains then let us sing
«Advance Australia fair!»
While other nations of the globe
Behold us from afar,
We'll rise to high renown and shine
Like our glorious southern star;
From England, Scotia, Erin's Isle,
Who come our lot to share,
Let all combine with heart and hand
To advance Australia fair!
In joyful strains then let us sing
«Advance Australia fair!»
Shou'd foreign foe e'er sight our coast,
Or dare a foot to land,
We'll rouse to arms like sires of yore
To guard our native strand;
Britannia then shall surely know,
Beyond wide ocean's roll,
Her sons in fair Australia's land
Still keep a British soul.
In joyful strains then let us sing
«Advance Australia fair!